# Nordwestdeutscher Rundfunk
Северо-Западно-Германское радио (Nordwestdeutscher Rundfunk, NWDR) — некоммерческое государственное учреждение с правом самоуправления существовавшее в 1948—1956 гг.

## Телевещательная деятельность организации
Организация вела:
- (самостоятельно)
  - в 1952—1954 гг. вещание по 1-й телепрограмме («НВДР Фернзеен» (NWDR Fernsehen)) — региональной, информационной, общественно-политической и художественной;
- (совместно с вещательными организациями всех других земель)
  - в 1954—1956 гг. вещание по 1-й телепрограмме («Дойчес Фернзеен» (Deutscher Fernsehen)) — общегосударственной, информационной, общественно-политической и художественной;

## Радиовещательная деятельность организации
Организация вела:
- вещание по 1-й радиопрограмме в землях Гамбург, Шлезвиг-Гольштейн, Нижняя Саксония и Северный Рейн-Вестфалия (радиопрограмме «НВДР 1» (NWDR 1)) — региональной, информационной, общественно-политической и художественной, звучавшую на средних и ультракоротких волнах;
- вещание по 2-й радиопрограмме в землях Гамбург, Шлезвиг-Гольштейн и Нижняя Саксония (радиопрограмме «НВДР Норд» (NWDR Nord)) — региональной, художественной, звучавшей на ультракоротких волнах;
- вещание по 2-й радиопрограмме в земле Северный Рейн-Вестфалия (радиопрограмме «НВДР Вест» (NWDR West)) — региональной, художественной, звучавшей на ультракоротких волнах;
- C 1953 года вещание по радиопрограмме «Дойчер Лангвеллензендер» (Deutscher Langwellensender), звучавшей на длинных волнах;
- С 1953 года вещание по радиопрограмме «Дойче Велле» (Deutsche Welle), звучавшей на коротких волнах.

## Учредители
Учредителями организации являются земли Германии Гамбург, Нижняя Саксония, Северный Рейн-Вестфалия и Шлезвиг-Гольштейн.

## Руководство
Руководство учреждением осуществляют:
- Совет Северо-Западно-Германского радио (NWDR-Rundfunkrat), часть членов которого избираются ландтагами земель Гамбург, Нижняя Саксония, Северный Рейн-Вестфалия и Шлезвиг-Гольштейн, часть - правительствами этих земель, остальные — массовыми организациями;
- Правление (Verwaltungsrat), назначавшееся Советом Северо-Западно-Германского радио;
- Директор (Intendant), назначавшийся Северо-Западно-Германского радио.

## Подразделения
- Симфонический оркестр Северо-Западно-Германского радио (NWDR-Sinfonieorchester) в Гамбурге
- Симфонический оркестр Кёльнского радио (Kölner Rundfunk-Sinfonie-Orchester) в Кёльне
- Ганноверский радиооркестр Радио Северо-Западной Германии (Rundfunkorchester Hannover des NWDR)
- Хор Северо-Западно-Германского радио[нем.]
- Хор Кёльнского радио (Kölner Rundfunkchor)
- Танцевальный оркестр Северо-Западно-Германского радио (Tanz-Orchester des NWDR) в Гамбурге
- Кёльнский танцевальный оркестр (Kölner Rundfunk-Tanzorchester)

## Членство
Учреждение являлось:
- в 1950—1956 гг. — членом Рабочего сообщества государственных вещательных организаций ФРГ
- с 1952—1956 гг. — членом Европейского союза радиовещания